# Liste der Kulturdenkmale in Karlsruhe-Südstadt

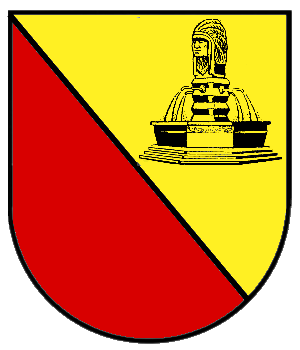
Wappen der Südstadt

In der Liste der Kulturdenkmale in Karlsruhe-Südstadt sollen alle unbeweglichen Bau- und Kunstdenkmale in der Karlsruher Südstadt aufgelistet werden, die in der städtischen „Datenbank der Kulturdenkmale“ geführt sind.
Diese Liste ist nicht rechtsverbindlich. Eine rechtsverbindliche Auskunft ist lediglich auf Anfrage bei der Unteren Denkmalschutzbehörde der Stadt Karlsruhe erhältlich. Außerdem ist die Liste auf Grund ihrer Größe in Straßen aufgeteilt.

## Augartenstraße
| Bild           | Bezeichnung                                               | Lage | Datierung                           | Beschreibung | ID |
| -------------- | --------------------------------------------------------- | --- | ----------------------------------- | --- | -- |
| Weitere Bilder | Mona-Verwaltungsgebäude                                   | Augartenstr. 1 | Hauptbau 1958–60; Nebengebäude 196? | Mona-Verwaltung mit Nebengebäude; Hauptbau 1958–60 von Backhaus + Brosinsky, Nebengebäude 1965. Geschützt nach § 2 DSchG                                                                                       |    |
|                | Mietwohnhaus mit Gaststätte und Saal                      | Augartenstr. 27 | 1907                                | Mietwohnhaus mit Gaststätte und Saal (Hilderhof, dann Walhalla, heute El Greco), 1907 von Leopold Wunsch für Friedrich Hilderhof. Geschützt nach § 2 DSchG                                                     |    |
| Weitere Bilder | Katholische Pfarrkirche Unserer Lieben Frau               | Augartenstr. 52, Marienstr. 80, Winterstr. 33                                                                                    | Kirche 1892, Pfarrhausanbau 1925    | Katholische Pfarrkirche Unserer Lieben Frau mit Pfarrhaus; Kirche 1892 von Franz Jakob Schmitt, Pfarrhausanbau (Winterstr. 33) 1925 durch Götz vom Erzbischöflichen Bauamt Karlsruhe. Geschützt nach § 2 DSchG |    |
| Weitere Bilder | Baublock der gemeinnützigen Eisenbahner-Baugenossenschaft | Augartenstr. 76, 78, 80, 82, 84, 86, 88, Häusserstr. 1, 1a, 3, 5, 7, 9, 11, Stuttgarter Str. 13, 15, 17, 19, 21, 23              | 1929                                | Baublock; ab 1929 bis Mitte der 50er Jahre von Hans Becker für die Gemeinnützige Eisenbahner-Baugenossenschaft. Geschützt nach § 2 DSchG                                                                       |    |
|                | Mietwohnhaus in Ecklage                                   | Augartenstr. 91 | 1860                                | Mietwohnhaus in Ecklage, um 1890. |    |
| Weitere Bilder | Wohnsiedlung                                              | Augartenstr. 93, Gervinusstr. 1, 2, 4, 6, 8, 7, 10, Rankestr. 22, 24,Scherrstr. 13, 15, 17, 19, 21, 23, Sybelstr. 12, 14, 16, 18 | 1898                                | Wohnsiedlung von E. Bischoff für den Mieter- und Bauverein; entstanden 1898-1900 (Inschriften). Geschützt nach § 2 DSchG                                                                                       |    |

## Baumeisterstraße
| Bild           | Bezeichnung                                                                                             | Lage                  | Datierung    | Beschreibung | ID |
| -------------- | --- | --------------------- | ------------ | --- | -- |
|                | Wohn- und Geschäftshaus                                                                                 | Baumeisterstr. 4      | 1863         | Wohn- und Geschäftshaus, wohl 1863 für Sekretär Nowack; 1889 Ladeneinbau. Geschützt nach § 2 DSchG |    |
|                | Wohnhaus mit Laboratorium (Nr. 8a) 1873 von Baugeschäft Bayer & Kerler für Prof. Dr. Adolph Blankenhorn | Baumeisterstr. 8, 8a  | 1873         | Wohnhaus mit Laboratorium (Nr. 8a) 1873 von Baugeschäft Bayer & Kerler für Prof. Dr. Adolph Blankenhorn, 1935 Aufstockung Nr. 8a und Neubau Nr. 8 von Karl Bauer für die Volkswohlfahrt; heute Staatliches Vermessungsamt. Geschützt nach § 2 DSchG |    |
|                | Wohn- und Geschäftshaus                                                                                 | Baumeisterstr. 20     | 1862         | Wohn- und Geschäftshaus, 1862 für Zimmermeister Simon Meeß (wohl auch Erbauer); 1889 Einbau Bäckerladen Bäckerei im Hof. |    |
|                | Doppelwohnhaus                                                                                          | Baumeisterstr. 22     | 1860         | Doppelwohnhaus, um 1860 erbaut. |    |
|                | Wohnhausanlage                                                                                          | Baumeisterstr. 32     | 1862         | Wohnhausanlage, dreigeschossiges und traufständiges Mietwohnhaus zur Straße mit zentraler Torfahrt, Putzbau mit bauplastischen Formen der Neorenaissance, errichtet 1862–63 für den Zeugschmied und Maschinenbauer Wilhelm Schade, zugehöriges viergeschossiges einhüftiges Hofgebäude als Wohnhaus, unverputzter Ziegelbau mit verzierten Wandankern, 1894 durch den Architekten Gustav Klingenstein. Nicht zugehörig sind die verschiedenen kleineren Werkstatt-, Garagen- und Lagerbauten auf dem Grundstück. Geschützt nach § 2 DSchG |    |
|                | Mietwohnhaus                                                                                            | Baumeisterstr. 36     | 1860er Jahre | Mietwohnhaus mit Ladeneinbau (1932). Geschützt nach § 2 DSchG |    |
|                | Verwaltungsgebäude der Firma Steffelin mit Indianerbrunnen                                              | Baumeisterstr. 46, 48 | 1890         | Verwaltungsgebäude der Firma Steffelin, um 1890 und Schauwand (von Architekt Fritz Rössler) mit Indianerbrunnen (von Otto Feist) und Torfahrt von 1925 (Sachgesamtheit). Geschützt nach § 2 DSchG |    |
| Weitere Bilder | Luisenhaus                                                                                              | Baumeisterstr. 56     | 1890         | Geschützt nach § 2 DSchG |    |

## Eisenbahnbrücke
| Bild | Bezeichnung                     | Lage                            | Datierung | Beschreibung                                                                                             | ID |
| ---- | ------------------------------- | ------------------------------- | --------- | --- | -- |
|      | Eisenbahnbrücke                 | Eisenbahnbrücke                 |           | Eisenbahnbrücke (Teil der Sachgesamtheit Hauptbahnhof) Geschützt nach § 2 DSchG                          |    |
|      | Eisenbahnbrücke, Bahnhofplatz 1 | Eisenbahnbrücke, Bahnhofplatz 1 | 1910      | s. Bahnhofplatz 1, Südweststadt, Eisenbahnbrücke (Teil der Sachgesamtheit HBF). Geschützt nach § 2 DSchG |    |

## Ettlinger Straße
| Bild           | Bezeichnung                           | Lage                                | Datierung | Beschreibung | ID |
| -------------- | ------------------------------------- | ----------------------------------- | --------- | --- | -- |
| Weitere Bilder | Mehrfamilienwohnhaus mit Nebengebäude | Ettlinger Str. 15, Werderstr. 2     | 1880      | Mehrfamilienwohnhaus mit Nebengebäude, 1880 von Baumeister Degler aus Pforzheim für Furnierhändler S. Utz und Nebengebäude (Sachgesamtheit). Geschützt nach § 2 DSchG |    |
|                | Mehrfamilienwohnhaus                  | Ettlinger Str. 17                   | 1873      | Mehrfamilienwohnhaus, 1873 von Kirchenbauinspektor Ludwig Diemer (auch Bauherr). Geschützt nach § 2 DSchG                                                             |    |
|                | Mietwohnhausgruppe mit Hotel Garni    | Ettlinger Str. 21, Luisenstr. 1     | 1873      | Mietwohnhausgruppe mit Hotel Garni, von 1873. Der Denkmalschutz beschränkt sich auf die Straßenfassade. (Sachgesamtheit) Geschützt nach § 2 DSchG                     |    |
|                | Mietwohnhaus                          | Ettlinger Str. 59, Lauterbergstr. 2 | 1899      | Mietwohnhaus, 1899 von Architekt Camill Frei für A. Lacroix. Geschützt nach § 2 DSchG                                                                                 |    |
|                | Villa Printz                          | Ettlinger Str. 67                   | 1891      | Villa Printz; 1891 von Architekt Hermann Walder für Eduard Printz, Hofkunstfärberei. Geschützt nach § 2 DSchG                                                         |    |

## Fautenbruchstraße
| Bild           | Bezeichnung | Lage               | Datierung | Beschreibung                                                                           | ID |
| -------------- | ----------- | ------------------ | --------- | -------------------------------------------------------------------------------------- | -- |
| Weitere Bilder | Wasserturm  | Fautenbruchstr. 50 | 1913      | Wasserturm; erbaut 1913 von der Eisenbahndirektion Karlsruhe. Geschützt nach § 2 DSchG |    |

## Ettlinger-Tor-Platz
| Bild           | Bezeichnung                             | Lage                  | Datierung | Beschreibung                                                                       | ID |
| -------------- | --------------------------------------- | --------------------- | --------- | ---------------------------------------------------------------------------------- | -- |
| Weitere Bilder | Direktionsgebäude der Deutschen Post AG | Ettlinger-Tor-Platz 2 | 1934      | Ehemalige Oberpostdirektion, 1934–38 von Hermann Billing. Geschützt nach § 2 DSchG |    |

## Hanne-Landgraf-Platz
| Bild | Bezeichnung                                                   | Lage                   | Datierung | Beschreibung | ID |
| ---- | ------------------------------------------------------------- | ---------------------- | --------- | --- | -- |
|      | Wasserturm mit Eisenbahnausbesserungswerk und Kantinengebäude | Hanne-Landgraf-Platz 1 |           | Eisenbahnausbesserungswerk, Kantinengebäude und Wasserturm, bezeichnet 1877. Die technischen Bestandteile des Wasserturms als technischem Kulturdenkmal bilden mit diesem eine Einheit von Denkmalwert. |    |

## Henriette-Obermüller-Straße
| Bild | Bezeichnung                                       | Lage                                                    | Datierung | Beschreibung             | ID |
| ---- | ------------------------------------------------- | ------------------------------------------------------- | --------- | ------------------------ | -- |
|      | Ehem. Eisenbahnausbesserungswerk, Kantinengebäude | Henriette-Obermüller-Str. 10 (ehemals: Wielandtstr. 34) |           | Geschützt nach § 2 DSchG |    |

## Lauterbergstraße
| Bild | Bezeichnung                                                                                             | Lage                                                          | Datierung | Beschreibung | ID |
| ---- | --- | ------------------------------------------------------------- | --------- | --- | -- |
|      | Verwaltungsgebäude der Zentralkasse der badischen landwirtschaftlichen Ein- und Verkaufs-Genossenschaft | Lauterbergstr. 3                                              | 1915      | Verwaltungsgebäude der Zentralkasse der badischen landwirtschaftlichen Ein- und Verkaufs-Genossenschaft von 1915. Im Erdgeschoß ehemals die Milchzentrale. Der heute zugesetzte Haupteingang flankiert von Pilastern mit Putti. Geschützt nach § 2 DSchG |    |
|      | Wohnblock                                                                                               | Lauterbergstr. 7, 9, Treitschkestr. 4, 6, 6a (Flst. 2466/3-7) | 1928      | Wohnblock, um 1928 von Emil Brannath für den Mieter- und Bauverein. Geschützt nach § 2 DSchG |    |
|      | Mietwohnhaus mit Werkstatt                                                                              | Lauterbergstr. 14                                             | 1914      | Mietwohnhaus mit Werkstatt, 1914 von Leopold Walther für Glasermeister Konrad Wolf (Sachgesamtheit). Geschützt nach § 2 DSchG |    |

## Luisenstraße
| Bild           | Bezeichnung           | Lage               | Datierung | Beschreibung | ID |
| -------------- | --------------------- | ------------------ | --------- | --- | -- |
|                | Mietwohnhaus          | Luisenstr. 14      | 1870      | Mietwohnhaus, ursprünglich mit Wirtschaft, um 1870/80. Geschützt nach § 2 DSchG                                                              |    |
|                | Mietwohnhaus          | Luisenstr. 20      | 1876      | Mietwohnhaus, 1876 für Anton Ruck. Geschützt nach § 2 DSchG                                                                                  |    |
|                | Mietwohnhaus          | Luisenstr. 24      | 1878      | Mietwohnhaus, vor 1878. Geburtshaus des späteren Badischen Staatspräsidenten Dr. h. c. Heinrich Köhler (1878-1948). Geschützt nach § 2 DSchG |    |
|                | Mietwohnhaus          | Luisenstr. 26      | 1886      | Mietwohnhaus, 1886 von Kempermann & Engel für Zimmermeister Th. Schottmüller. Geschützt nach § 2 DSchG                                       |    |
| Weitere Bilder | Doppelmietwohnhaus    | Luisenstr. 35a, b  | 1897      | Doppelmietwohnhaus, 1897 von G. Ritzhaupt für Carl Kirchenbauer (Sachgesamtheit). Geschützt nach § 2 DSchG                                   |    |
| Weitere Bilder | Mietwohnhaus          | Luisenstr. 37      | 1897      | Mietwohnhaus, 1897 von G. Ritzhaupt für Carl Kirchenbauer. Geschützt nach § 2 DSchG                                                          |    |
| Weitere Bilder | Evangelische Diakonie | Luisenstr. 53, 53a | 1906      | Evangelische Diakonie, 1906 von Eduard Renkert, heute Gemeindehaus. Geschützt nach § 2 DSchG                                                 |    |

## Marienstraße
| Bild | Bezeichnung    | Lage                                       | Datierung | Beschreibung | ID |
| ---- | -------------- | ------------------------------------------ | --------- | --- | -- |
|      | Schauburg Kino | Marienstr. 16                              |           | Treppenhaus des Schauburg-Kinos mit seiner geschwungenen, gegenläufig verlaufenden Treppe der 1950er Jahre (Teil einer Sache). Geschützt nach § 2 DSchG |    |
|      | Mietwohnhaus   | Marienstr. 85                              | 1886      | Mietwohnhaus, 1896 von Architekt Rudolph Herrmann aus Grünwinkel für Maler Ludwig Pallmer erbaut, mit Fassadenmalerei. Geschützt nach § 2 DSchG         |    |
|      |                | Marienstr. 95, 97, Nebeniusstr. 24, 26, 28 | 1927      | Geschützt nach § 2 DSchG |    |

## Meidingerstraße
| Bild           | Bezeichnung | Lage                                                 | Datierung | Beschreibung | ID |
| -------------- | ----------- | ---------------------------------------------------- | --------- | --- | -- |
| Weitere Bilder | Baublock    | Meidingerstr., Adlerstr., Baumeisterstr., Kriegsstr, | 1936      | Baublock des Mieter- und Bauvereins von 1936, Mietwohnblock mit Gittertoren zur Grünanlage mit Brunnenanlage. (Sachgesamtheit). Geschützt nach § 2 DSchG |    |

## Morgenstraße
| Bild           | Bezeichnung             | Lage                        | Datierung | Beschreibung                                                                                              | ID |
| -------------- | ----------------------- | --------------------------- | --------- | --- | -- |
| Weitere Bilder | Mietwohnhaus in Ecklage | Morgenstr. 36, Rankestr. 16 |           | Mietwohnhaus in Ecklage, Inschriften: 1900 (Nr. 36), Salve (über Portal Nr. 16). Geschützt nach § 2 DSchG |    |
|                | Mietwohnhaus            | Morgenstr. 42               |           | Mietwohnhaus, um 1895/1900. Geschützt nach § 2 DSchG                                                      |    |

## Nebeniusstraße
| Bild           | Bezeichnung                         | Lage                              | Datierung | Beschreibung | ID |
| -------------- | ----------------------------------- | --------------------------------- | --------- | --- | -- |
|                | Genossenschaftlicher Wohnblock      | Nebeniusstr. 1, 3, 5, 7, 9        | 1929      | Genossenschaftlicher Wohnblock, viergeschossiger verputzter Komplex aus fünf Gebäuden mit formaler Mittelbetonung (Nr. 5), gerundete Balkone zur Straßenseite, Formensprache des Expressionismus und des Neuen Bauens, sehr gut erhaltene Ausstattung im Inneren (Kunstmarmorwände, Kunststein, Treppengeländer in den Treppenhäusern, Briefkästen, Wohnungs- und Haustüren, Bauplastik), nach Plänen des Architekten Karl Brannath aus Karlsruhe für den Mieter- und Bauverein. Geschützt nach § 2 DSchG |    |
|                | Mietwohnhaus                        | Nebeniusstr. 8                    | 1905      | Mietwohnhaus, 1905–06 von Karl Kreutz für Blechnermeister Karl Hornecker. Geschützt nach § 2 DSchG |    |
|                | Mietwohnhaus                        | Nebeniusstr. 12                   | 1905      | Mietwohnhaus, 1905 von Karl Kreutz für Baugeschäft Christian Rothfuss. Geschützt nach § 2 DSchG |    |
|                | Mietwohnhäuser                      | Nebeniusstr. 14, 16, 18           | 1924      | Mietwohnhäuser, 1924 von Betzel und Langstein für die Firma Bortoluzzi und Krauss. Geschützt nach § 2 DSchG |    |
|                | Doppelwohnhaus                      | Nebeniusstr. 20, Treitschkestr. 2 | 1933      | Doppelwohnhaus, 1933 von Hermann Loesch für Gustav Krauss und Silvio Bortoluzzi. Geschützt nach § 2 DSchG |    |
| Weitere Bilder | Grund- und Realschule mit Turnhalle | Nebeniusstr. 22, Marienstr. 94a   | 1900      | Grund- und Realschule mit Turnhalle, Nebengebäude (Marienstr. 94a, ehemalige Schuldienerwohnung) und Umfriedung, 1900-1902 vom Städtischen Hochbauamt. Geschützt nach § 2 DSchG |    |

## Nowackanlage
| Bild           | Bezeichnung     | Lage                | Datierung | Beschreibung | ID |
| -------------- | --------------- | ------------------- | --------- | --- | -- |
|                | Verbindungshaus | Nowackanlage 4      | 1906      | Verbindungshaus des Corps Alemannia, 1906–09 von Theodor Kempermann. Geschützt nach § 2 DSchG |    |
| Weitere Bilder | Doppelwohnhaus  | Nowackanlage 11, 13 | 1820      | Doppelwohnhaus, fünfgeschossige großbürgerliche Gebäude mit repräsentativen Zierformen der Neorenaissance, die Gebäude wurden um 1870 im Auftrag des Bauherrn Kommerzienrat Eduard Nowack (1820-1893) für seine beiden Töchter errichtet, nicht zugehörige niedrigere Hofgebäude Geschützt nach § 2 DSchG |    |

## Rankestraße
| Bild | Bezeichnung                   | Lage              | Datierung | Beschreibung | ID |
| ---- | ----------------------------- | ----------------- | --------- | --- | -- |
|      | Doppelmietwohnhaus in Ecklage | Rankestr. 18, 18a | 1900      | Doppelmietwohnhaus in Ecklage, 1900 von Theodor Kempermann für Maler Friedrich Jakob Feger. Geschützt nach § 2 DSchG |    |

## Rüppurrer Straße
| Bild           | Bezeichnung                                  | Lage                                  | Datierung | Beschreibung | ID |
| -------------- | -------------------------------------------- | ------------------------------------- | --------- | --- | -- |
| Weitere Bilder | Hauptzollamt                                 | Rüppurrer Str. 3, 3a                  | 1892      | Hauptzollamt, von Karl Philipp Dyckerhoff, mit Seitenflügel. Geschützt nach § 2 DSchG |    |
|                | Mietwohnhaus                                 | Rüppurrer Str. 8                      | 1886      | Mietwohnhaus, 1886 von Architekt Frei für Zimmermeister Martin Hölzer und Kreutz. Geschützt nach § 2 DSchG |    |
|                | Mietwohnhaus                                 | Rüppurrer Str. 9                      | 1870      | Mietwohnhaus. Geschützt nach § 2 DSchG |    |
|                | Mietwohnhaus                                 | Rüppurrer Str. 10                     | 1883      | Mietwohnhaus, von Gustav Ziegler für Zimmermeister Kreutz; 1906 Ladeneinbau durch Brannath. Geschützt nach § 2 DSchG |    |
|                | Mietwohnhaus                                 | Rüppurrer Str. 16                     | 1860      | Geschützt nach § 2 DSchG |    |
| Weitere Bilder | Wohnhaus mit Rückgebäuden; Wohnhaus vor 1895 | Rüppurrer Str. 20, 20a, b, c, d, e, f | 1895      | Wohnhaus mit Rückgebäuden; Wohnhaus vor 1895, Rückgebäude 1899 von Franz Wolff für Max Busam (Sachgesamtheit). Geschützt nach § 2 DSchG |    |
|                | Wohnhaus mit Hinterhaus                      | Rüppurrer Str. 33                     | 1898      | Wohnhaus mit Hinterhaus, dreigeschossiger Wohnhausbau mit Walmdach in polychromer Ziegel- und Sandsteinbauweise im Stile der Neurenaissance, gut erhaltenes Treppenhaus, Inschrift Vorderhaus: Erbaut 1898 zugehöriges zweigeschossiges Hinterhaus in gleicher Gestaltungsweise, beide Gebäude geplant von Johannes Brannath für Gottfried Ludwig Bölzner. Geschützt nach § 2 DSchG |    |
|                | Evangelisches Pfarrhaus                      | Rüppurrer Str. 72                     | 1890      | Evangelisches Pfarrhaus, 1890 erbaut, heute Büronutzung. Geschützt nach § 2 DSchG |    |
|                | Tankstelle Rüppurrer Straße                  | Rüppurrer Str. 136, Ettlinger Str. 61 | 1955      | Tankstelle mit Kiosk, um 1955, heute Firma Autoglas. Geschützt nach § 2 DSchG |    |

## Schützenstraße
| Bild           | Bezeichnung                         | Lage                 | Datierung | Beschreibung | ID |
| -------------- | ----------------------------------- | -------------------- | --------- | --- | -- |
|                | Doppelwohnhaus                      | Schützenstr. 4, 4a   | 1878      | Doppelwohnhaus, 1878 von Ch. Giek für Maurermeister Michael Stober und Carl Hosp erbaut. Geschützt nach § 2 DSchG                            |    |
|                | Mietwohnhaus                        | Schützenstr. 6       | 1879      | Mietwohnhaus, 1879 von Ch. Giek für Firma Kusterer, Willet und Stober erbaut. Geschützt nach § 2 DSchG                                       |    |
|                | Wohn- und Geschäftshaus             | Schützenstr. 19      | 1870      | Wohn- und Geschäftshaus, um 1870 erbaut. Geschützt nach § 2 DSchG                                                                            |    |
|                | Wohnhaus mit Ladeneinbau in Ecklage | Schützenstr. 20      | 1872      | Wohnhaus mit Ladeneinbau in Ecklage, 1872 von den Gebrüdern Kirchenbauer aus Söllingen (auch Bauherren) erbaut. Geschützt nach § 2 DSchG     |    |
| Weitere Bilder | Uhlandschule                        | Schützenstr. 35      | 1877      | Uhlandschule, 1877 von Baurat Heinrich Lang. Die Turnhalle gehört nicht zum Schutzgut der Schule. Geschützt nach § 2 DSchG                   |    |
|                | Wohn- und Geschäftshaus             | Schützenstr. 37      | 1864      | Wohn- und Geschäftshaus, 1864 für Ökonom Philipp Bortz erbaut, 1887 Fassadenveränderung durch Kempermann & Slevogt. Geschützt nach § 2 DSchG |    |
|                | Mietwohnhaus                        | Schützenstr. 52      | 1870      | Mietwohnhaus mit Ladeneinbau (1888), Aufstockung 1896. Geschützt nach § 2 DSchG                                                              |    |
|                | Mietwohnhaus in Ecklage             | Schützenstr. 78      | 1878      | Mietwohnhaus in Ecklage, 1878 für Zimmermeister Josef Minzinger erbaut. Geschützt nach § 2 DSchG                                             |    |
|                | Doppelwohnhaus                      | Schützenstr. 78a, 80 | 1878      | Doppelwohnhaus, 1878 für Maurermeister K. Appenzeller bzw. Zimmermeister Minzinger erbaut. Geschützt nach § 2 DSchG                          |    |

## Stellwerk
| Bild | Bezeichnung                                            | Lage                                                   | Datierung    | Beschreibung | ID |
| ---- | ------------------------------------------------------ | ------------------------------------------------------ | ------------ | --- | -- |
|      | Stellwerk 14 und Gebäude am Ablaufberg, Rangierbahnhof | Stellwerk 14 und Gebäude am Ablaufberg, Rangierbahnhof | Wohl um 1900 | Stellwerk 14 § 2Es handelt sich um das Hauptstellwerk des Rangierbahnhofs, das mit elektromechanischen Stellanlagen der Bauart E 43 ausgestattet ist. Das Gebäude entstand in mehreren Phasen: Südlich befindet sich der aus gestrichenem Backstein bestehende Unterbau eines älteren Stellwerks (wohl um 1900 errichtet), beim Bau des jetzigen Bahnhofs um 1913 wurde nördlich ein zweites Stellwerk angebaut. Von diesem hat sich der verputzte Unterbau erhalten. Der zugehörige Oberbau wurde im 2. Weltkrieg zerstört. Als Ersatz wurde ein um 1900 entstandener Wagenkasten als Stellwerksraum auf-gesetzt. Das Stellwerk 14 dokumentiert anschaulich die Geschichte des Karlsruher Bahnhofs. Geschützt nach § 2 DSchG |    |

## Sybelstraße
| Bild | Bezeichnung            | Lage                | Datierung | Beschreibung | ID |
| ---- | ---------------------- | ------------------- | --------- | --- | -- |
|      | Städtisches Kinderheim | Sybelstr. 9, 11, 13 | 1913      | Städtisches Kinderheim; Hauptgebäude (Nr. 11) 1913 von Friedrich Beichel, Erweiterung (Nr. 13) 1925 vom gleichen Architekten, Baukeramik Auffindung des Moses (1928) von Fritz Theilmann (1902–1991), zugehörige Einfriedung aus Sandstein, mit Eisengittern (Nr. 9) Geschützt nach § 2 DSchG |    |

## Treitschkestraße
| Bild           | Bezeichnung | Lage                   | Datierung | Beschreibung                                                                                     | ID |
| -------------- | ----------- | ---------------------- | --------- | ------------------------------------------------------------------------------------------------ | -- |
| Weitere Bilder | Wohnblock   | Treitschkestr. 3, 5, 7 | 1929      | Wohnblock, 1929 von Emil Brannath für den Mieter- und Bauverein erbaut. Geschützt nach § 2 DSchG |    |

## Wasserwerkstraße
| Bild | Bezeichnung         | Lage             | Datierung | Beschreibung                                                                                                   | ID |
| ---- | ------------------- | ---------------- | --------- | --- | -- |
|      | Wasserwerk Oberwald | Wasserwerkstr. 4 | 1866      | Wasserwerk Oberwald, 1866–71 von Ingenieur Robert Gerwig und Architekt Heinrich Lang. Geschützt nach § 2 DSchG |    |

## Werderstraße
| Bild           | Bezeichnung                                      | Lage          | Datierung | Beschreibung | ID |
| -------------- | ------------------------------------------------ | ------------- | --------- | --- | -- |
| Weitere Bilder | Indianerbrunnen                                  | Werderplatz   | 1924–27   | Kopf hat zwei verschiedene Gesichter, ein ernstes und ein freundliches. Geschützt nach § 2 DSchG |    |
|                | Evangelisches Pfarrhaus Südstadt                 | Werderstr. 4  | 1873      | Evangelisches Pfarrhaus, heute Mietwohnhaus, erbaut 1873 von Ludwig Diemer, Evangelische Kirchenbauinspektion. Geschützt nach § 2 DSchG |    |
|                | Mietwohnhaus                                     | Werderstr. 18 | 1875      | Mietwohnhaus, 1875 von Bauunternehmer Heinrich Stier errichtet. |    |
| Weitere Bilder | Mietwohnhaus                                     | Werderstr. 23 | 1880      | Mietwohnhaus, ursprünglich mit Polizeistation, 1880 für Straßenmeister a.D. August Langheinrich erbaut. Geschützt nach § 2 DSchG |    |
|                | Mietwohnhaus                                     | Werderstr. 35 | 1880      | Mietwohnhaus, 1880 für Fabrikant Gustav Wolff erbaut. Geschützt nach § 2 DSchG |    |
|                | Wohn- und Geschäftshaus                          | Werderstr. 49 | 1880      | Wohn- und Geschäftshaus, um 1880 erbaut. Geschützt nach § 2 DSchG |    |
|                | Wohnhaus mit Gaststätte, Brauhaus und Bierkeller | Werderstr. 51 | 1897      | Wohnhaus mit Gaststätte, Brauhaus und Bierkeller mit Obereiskeller; 1879 zweigeschossiges Eckhaus für Bierbrauer Theodor Ziegler, 1897 unter Bauleitung von Johannes Schroth (Erzbischöflicher Bauamtsvorstand) für Max Wolf aufgestockt. Geschützt nach § 2 DSchG |    |
| Weitere Bilder | Evangelische Johanneskirche                      | Werderstr. 52 | 1887      | Evangelische Johanneskirche, 1887–89 von Ludwig Diemer, 1949–52 vereinfachter Wiederaufbau durch Hans Rösiger, 1966 erneuert. Geschützt nach § 2 DSchG |    |

## Wilhelmstraße
| Bild | Bezeichnung                         | Lage                   | Datierung   | Beschreibung | ID |
| ---- | ----------------------------------- | ---------------------- | ----------- | --- | -- |
|      | Rückgebäude                         | Wilhelmstr. 7          | 1870        | Rückgebäude, um 1870. |    |
|      | Umspannwerk Mitte                   | Wilhelmstr. 9          | 1927        | Umspannwerk Mitte, dreigeschossiges Wohnhaus mit Büro und Wohnungen der Umspannmeister (heute Privatwohnungen), anschließend großer Saal mit darin frei stehender Steuerungswarte als kuppelartige Eisenkonstruktion mit Oberlicht, hoher Werkstattraum, große Maschinenhalle mit frei tragender Dachkonstruktion mit Schalt- und Transformatorenzellen, 1927 durch Fa. Wayss und Freitag AG für die Stadt Karlsruhe und die Badische Elektrizitäts-Gesellschaft. Geschützt nach § 2 DSchG |    |
|      | Mietwohnhaus                        | Wilhelmstr. 17         | 1870        | Mietwohnhaus, heute mit Weinstube. Geschützt nach § 2 DSchG |    |
|      | Mietwohnhaus                        | Wilhelmstr. 19         | 1870        | Geschützt nach § 2 DSchG |    |
|      | Mietwohnhaus                        | Wilhelmstr. 21         | 1870        | Geschützt nach § 2 DSchG |    |
|      | Mietwohnhaus                        | Wilhelmstr. 36         | 1877        | Mietwohnhaus, 1877 von den Gebrüdern Kirchenbauer und Daub (auch Bauherren). Geschützt nach § 2 DSchG |    |
|      | Wohnhaus in Ecklage                 | Wilhelmstr. 47         | Um 1870/80. | Wohnhaus in Ecklage, mit Ladeneinbau. Geschützt nach § 2 DSchG |    |
|      | Mietwohnhaus                        | Wilhelmstr. 60         | 1896        | Mietwohnhaus, ursprünglich mit Laden, 1896 von Johannes Brannath für Gärtner Kölsch. Geschützt nach § 2 DSchG |    |
|      | Mietwohnhaus                        | Wilhelmstr. 62         | 1887        | Mietwohnhaus, 1887 für Zimmermeister Julius Walder. Geschützt nach § 2 DSchG |    |
|      | Mietwohnhaus                        | Wilhelmstr. 63         | 1889        | Mietwohnhaus, 1889 von Camill Frei für Schreinermeister Gottlieb Bausback. Geschützt nach § 2 DSchG |    |
|      | Doppelmietwohnhaus                  | Wilhelmstr. 65, 67     | 1891        | Doppelmietwohnhaus, 1891 von Frei & Schneider für Schreinermeister G. Bausback. Geschützt nach § 2 DSchG |    |
|      | Mietwohnhaus                        | Wilhelmstr. 74         | 1905        | Mietwohnhaus, 1905 von Holwäger & Hillenbrand für Gebrüder Hummel, Installateure. Geschützt nach § 2 DSchG |    |
|      | Mietwohnhaus                        | Wilhelmstr. 75         | 1905        | Mietwohnhaus, 1905 von Leopold Walther für Blechnermeister Blasy und Schlossermeister Binkele. Geschützt nach § 2 DSchG |    |
|      | Genossenschaftliche Mietswohnhäuser | Wilhelmstr. 78, 81, 83 | 1926        | Genossenschaftliche Mietswohnhäuser, dreigeschossiges Doppelmietswohnhaus mit Torfahrt und gegenüberliegendes Mietswohnhaus mit Stilformen des Neubarock, gut erhaltene Innenausstattung, 1926 nach Plänen des Architekten Emil Brannath für den Mieter- und Bauverein Karlsruhe, nach Beschädigungen im 2. Weltkrieg wurde das Gebäude Wilhelmstr. 81 im Jahre 1950 wieder hergestellt. Geschützt nach § 2 DSchG                                                                          |    |

## Winterstraße
| Bild | Bezeichnung                    | Lage                                  | Datierung | Beschreibung | ID |
| ---- | ------------------------------ | ------------------------------------- | --------- | --- | -- |
|      | Wohnblock                      | Winterstr. 10, 12                     | 1924      | Viergeschossiger und verputzter Bau in den Stilformen des Neubarock, Putzrustika, mehrgeschossige Standerker mit kleinen Balkonen, Sohlbankgesimse, gut erhaltene Innenausstattung, 1924/25 nach Plänen von Emil Brannath für den Mieter- und Bauverein. Geschützt nach § 2 DSchG |    |
|      | Genossenschaftlicher Wohnblock | Winterstr. 22a, 24, 24a, 26, 26a, 26b | 1924      | Mehrteiliger viergeschossiger Zeilenbau in den Stilformen des Neuklassizismus, Putzrustika, Sohlbankgesims im dritten Obergeschoss, Betonung der Hauseingänge durch Putzrisalite, Fenster mit Rundbogengliederung im Putz, gut erhaltene Ausstattung, 1924–25 nach Plänen von Emil Brannath für den Mieter- und Bauverein Karlsruhe, nach Beschädigungen im 2. Weltkrieg wurden die Gebäudeteile Nr. 22a (1951) und Nr. 26b (1949) wieder. Geschützt nach § 2 DSchG |    |